# ZAM

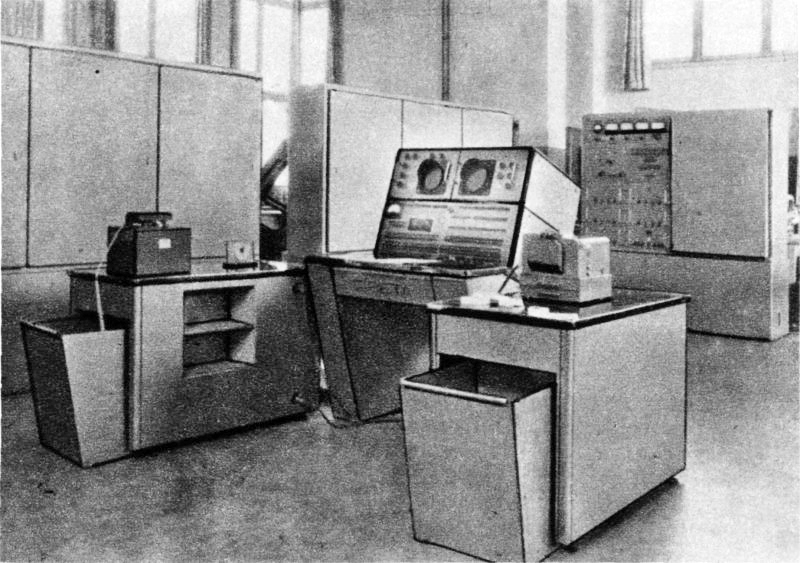
ZAM-2

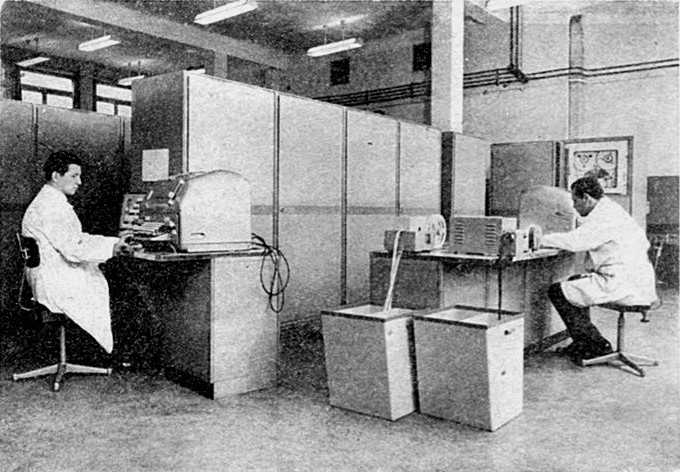
ZAM-3

ZAM — семейство компьютеров, спроектированных Институтом математических машин в Варшаве, производились в 1960—1970 годы на опытном заводе института (пол. Zaklad Doswiadczalny Instytutu). Все компьютеры использовали двоичную систему исчисления и прямой код как форму записи.

## Выпущенные типы[2]
- ZAM-2, 12 штук

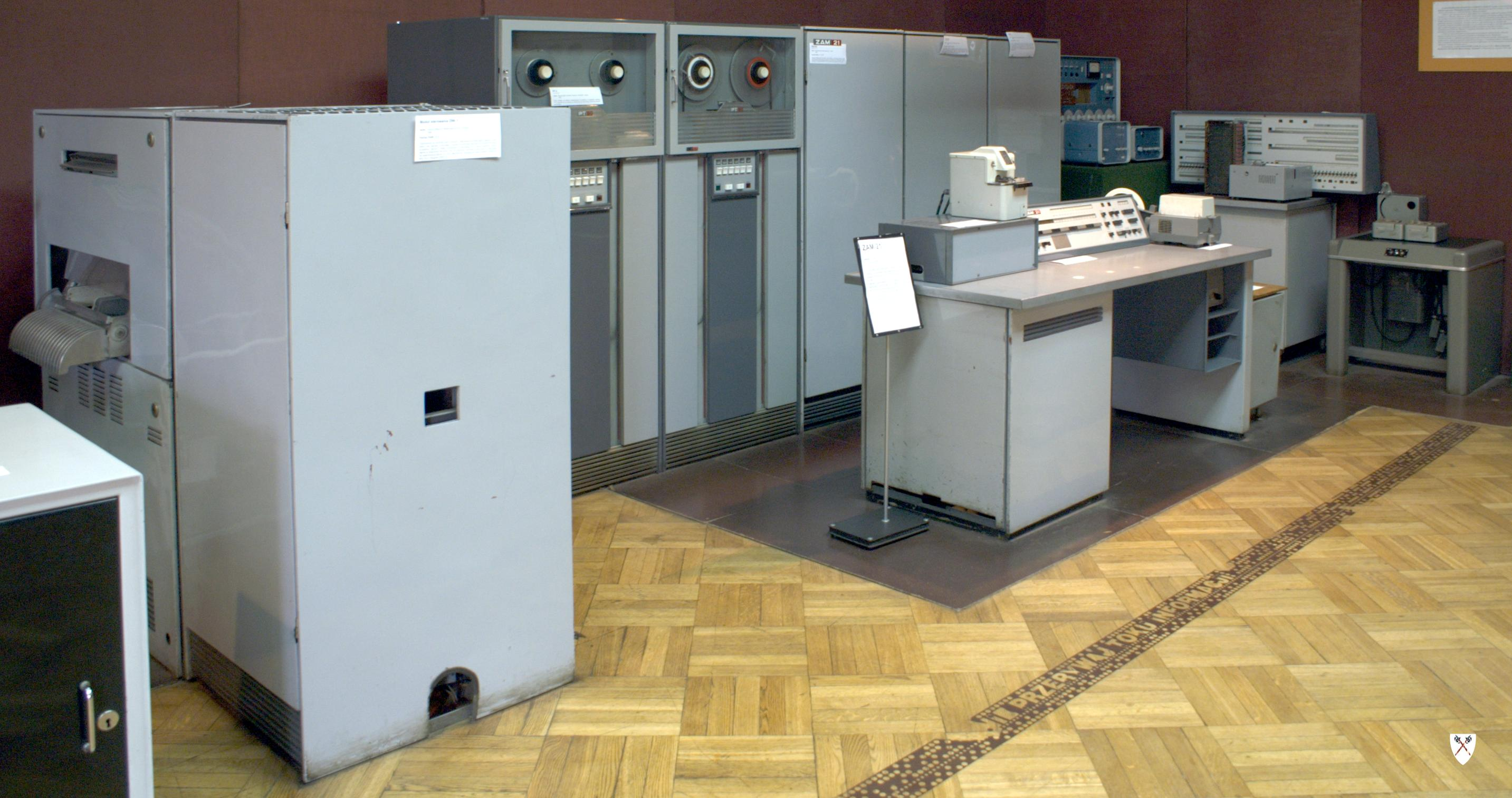
ZAM-21 в Музее техники в Варшаве

- ZAM-21, прототип изготовлен в Варшаве и 2 штуки выпущены в 1966 году на Вроцлавском электронном предприятии «Elwro[пол.]»
- ZAM-41, 16 штук

## Экспериментальные

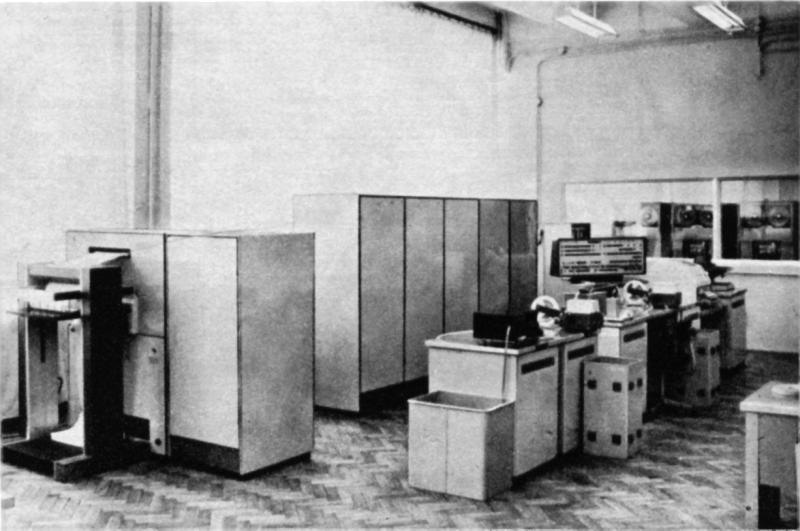
ZAM-41

- ZAM-3
- ZAM-3M

## Запланированные
- ZAM-11 — мини-компьютер для управления технологическими процессами
- Машины с командами с плавающей запятой:
  - ZAM-31
  - ZAM-51

ZAM-2 являлся серийной версией компьютера XYZ, а ZAM-3M экспериментальным компьютером с использованием диодо-ферритовых схем переключения.
Компьютеры ZAM-11 и выше принадлежат к семейству компьютеров с возрастающей производительностью. Семейство компьютеров использовало общее программное обеспечение. В компьютерах семейства было много общих модулей расширения.

## Модули
- 1-4 модулей памяти на ферритовых сердечниках ёмкостью 8K слов 24-битных, цикл чтения: 10 мкс, время доступа: 6 мкс (внимание, доступные сведения касающиеся скорости противоречивы).
- 1-4 модулей памяти на магнитных барабанах — модуль PB-5 емкостью 32K слов 24-битных.
- Модуль стола оператора со считывателем перфоленты и перфоратором.
- Модуль считывателя перфоленты и перфоратора.
- 1-2 модули считывания перфокарт.
- Модуль перфоратора для перфокарт.
- Модуль телетайпа
- Модуль строчного принтера
- Память на магнитной ленте— 2, 4, 8 приводов PT-2
- Канал реального времени

Примечание:
- количество модулей указано для компьютера ZAM-41, ZAM-21 производился в минимальной комплектации
- количество модулей ленточной памяти могло быть более 8
- в большинстве комплектаций не было перфоратора для перфокарт
- в вычислительном центре Военной технической академии (польск.) компьютер ZAM-41 был укомплектован двумя строчными принтерами, но не известно могли ли принтеры работать одновременно.

## Сохранившиеся
- ZAM-21 в Музее техники в Варшаве